# El Capitán Trueno (videojuego)
El Capitán Trueno es un videojuego de aventura y acción lanzado en 1989 por Dinamic Software, para las plataformas Amstrad CPC, MSX, PC y Spectrum.

## Fases del juego: la doble carga
La primera parte transcurre en el viejo monasterio donde mora el abad. Una aventura de exploración, en la cual se deberá buscar determinados objetos o realizar ciertas acciones que nos permitirán seguir adelante. Multitud de trampas y enemigos saldrán a nuestro paso y no siempre enfrentarnos a ellos será nuestra mejor opción, en ocasiones deberá primar el sigilo y nuestra capacidad de pasar desapercibidos. Una vez desentrañado el misterio que rodeaba el paradero de Sigrid, acudiremos a su rescate de en un arcade de desplazamiento lateral plagado de numerosos enemigos. Si se superan las 4 fases, las cuales componen esta segunda parte, se reiniciará de nuevo con la dificultad incrementada.

## Jugabilidad
Hay varios aspectos comunes a ambas cargas: Por un lado la posibilidad de manejar en cualquier momento a cada uno de los personajes protagonistas. Los héroes están dotados de habilidades propias que nos serán imprescindibles para avanzar, así que deberemos seleccionarlos en función de los obstáculos que se nos presenten. Por otra parte, los enemigos abatidos dropean unas monedas llamadas talentos, que nos permiten recuperar energía y vidas, o potenciar nuestra arma. Poseemos un número determinado de vidas y un medidor de salud que se irá agotando al recibir daños, aunque una mala caída puede privarnos de una de nuestras vidas directamente.

## Crítica
El portal web Pixelmaniacos.com destacó «el genial trabajo realizado en la carátula», además dijo que es uno de los videojuegos más memorables lanzados por Dinamic Software para ordenadores.
La página web AUAmstrad también resaltó la portada al calificarla de «magnífica», además de la posibilidad de manejar a todos los personajes del videojuego. Criticó algunos aspectos como «la pantalla de carga» y que la segunda parte del videojuego es «corta y poco variada». MeriStation le clasificó en el puesto 20 como uno de los mejores videojuegos lanzados para Amstrad CPC.
Clara Castaño, miembro oficial y colaboradora de la revista española Hobby Consolas dijo que este videojuego posee una de las «mejores carátulas españolas de 8 bits» y alabó el trabajo de Luis Royo por la ilustración al punto de definirle como uno de los «grandes ilustradores de la Edad de Oro del videojuego español».